# Petr Škrla
Petr Škrla (8. června 1941, Frýdek – 28. října 2020, Václavov u Bruntálu) byl lékař, misionář, autor odborných prací z oboru, prozaik.

## Život
S manželkou Martou a synem v roce 1968 emigroval do Kanady, kde vystudoval sociální lékařství. Jako misionář církve Adventistů sedmého dne působil v letech 1978–1985 v Sierra Leone, kde pracoval jako laborant v leprosáriu. V letech 1985–1991 působil v Malawi, kde bojoval s AIDS. Služba na pokraji džungle byla zdrojem hluboké inspirace pro budoucí literární tvorbu. Po návratu do Kanady pokračoval ve studiu filozofie. Roku 1995 se s rodinou vrátil do České republiky. Zde přednášel a psal inovativní odborné práce na téma organizace a řízení zdravotnictví. Působil také v Institutu postgraduálního vzdělávání ve zdravotnictví.